# Calvapilosa
 (novembre 2018).
Calvapilosa kroegeri
Genre
Espèce
Calvapilosa est un genre fossile de mollusques appartenant au groupe-tronc des Aculifera qui sont à la base de tous les mollusques. Le fossile est si bien conservé que plusieurs reconstitutions ont été effectuées.
Le type et seule espèce, Calvapilosa kroegeri, a été décrit pour la première fois en 2017 par Jakob Vinther et ses collègues.

## Découverte
Les fossiles de Calvapilosa proviennent de la formation des argiles de Fezouata au Maroc, qui remonte à l'Ordovicien inférieur, il y a environ 480 millions d'années. Ils vivaient aux côtés de nombreux organismes fossiles tels que Aegirocassis, Furca et Cheloniellon.
Les fossiles de Calvapilosa kroegeri ont été découverts pour la première fois à la fin des années 1990 lorsqu'un collectionneur de fossiles local, Ben Moula, en a montré certaines à un étudiant au doctorat qui travaillait alors dans la région[réf. incomplète],[réf. incomplète].

## Description
Le corps de l'holotype, référencé YPM 237255, est le plus petit des spécimens connus, avec une longueur de 16,7 millimètres et une largeur de 7,6 mm, tandis que le spécimen quasi complet YPM 227515 mesure respectivement 68,3 et 31 mm. Une extrapolation, à partir des plus grandes plaques de la coquille retrouvées, donnerait une longueur d'au moins 120 mm pour l'animal.

## Classification
Les inventeurs du genre le placent dans le groupe-tronc des Aculifera, en groupe frère du genre Siphogonuchites.
Il est classé dans la famille des Siphogonuchitidae et le clade des Sachitida.